# 百花齐放、百家争鸣

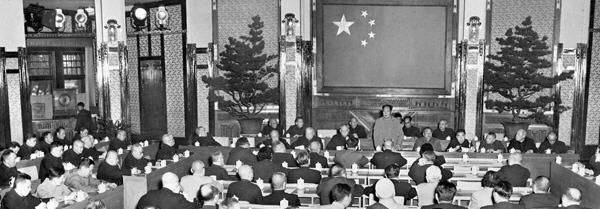
1956年5月2日，毛泽东在最高国务会议上讲话。这次会议上毛泽东提出“‘百花齐放、百家争鸣’，即艺术问题上百花齐放、学术问题上百家争鸣，我看应该成为我们的方针”。

'百花齐放、百家争鸣，'简称双百方针，是1957年中国共产党的一项政策，在其指引下展开了大鸣大放运动。
该方针表面上指“对艺术工作主张百花齐放，对学术工作主张百家争鸣”，其宣稱的目的是为了发展、繁荣中国的科学、文化和艺术事业。1957年上半年，指示党报执行中共中央的命令，放松审查并在一个时期内对批评意见不予回击。1957年5月，毛泽东发表了《事情正在起变化》党内通知，在其中指出“我们还要让他们猖狂一个时期，让他们走到顶点”。此时中国共产党一面指使其统战部集中召开各类工商界座谈会、鸣放座谈会，要求党外人士“提意见”，一面做“引蛇出洞”的准备，鼓吹“少数右派分子正在向共产党和工人阶级的领导权挑战”。6月，毛泽东做出了《组织力量反击右派分子的猖狂进攻的指示》的党内指示，反右运动正式展开，响应“双百方针”的许多人旋即被打成右派，受到打击。7月，毛泽东发表了《文汇报的资产阶级方向应当批判》社论，其中宣称:“在一个期间内不登或少登正面意见，对错误意见不作反批评，是错了吗？本报及一切党报，在五月八日至六月七日这个期间，执行了中共中央的指示，正是这样做的。其目的是让魑魅魍魉，牛鬼蛇神“大鸣大放”，让毒草大长特长，使人民看见，大吃一惊，原来世界上还有这些东西，以便动手歼灭这些丑类。就是说，共产党看出了资产阶级与无产阶级这一场阶级斗争是不可避免的……有人说，这是阴谋。我们说，这是阳谋。因为事先告诉了敌人：牛鬼蛇神只有让它们出笼，才好歼灭它们，毒草只有让它们出土，才便于锄掉”。这一方针在文化大革命之后也曾被重新提出。

## 背景
“百花齐放、百家争鸣”主要涉及几个方面：科学研究、文学艺术、政治言论、民主党派，在这些方面应该抓还是放，一直以来是中国共产党政策的重要内容，经历了若干的起伏曲折，一直到今天。

### 科学研究
1948年，米丘林遗传学派的李森科利用手中的权力发起了对摩尔根学派的批判。苏联的做法很快传入了中国，在当时学习苏联的背景下，中国的一些高等学校和研究机构也采取政治的和行政的手段压制摩尔根学派，当时北京农业大学主要负责人认为摩尔根学派的基因说是唯心主义，科学家竺可桢就因为信奉摩尔根学派而不被允许开设遗传学课程。  

### 文学艺术
1942年，作为延安整风的一部分，毛泽东发表了《在延安文艺座谈会上的讲话》，提出“文艺是从属于政治的，但又反转来给予伟大的影响于政治”。
1944年，周扬编辑出版《马克思主义与文艺》一书，其中在第四辑的“无产阶级文艺”部分，摘编了列宁的《党的组织和党的文学》。当时的文艺界领导人周扬在1952年说: “斯大林同志关于文艺的指示，联共中央关于文艺思想问题的历史性决议，日丹诺夫同志的关于文艺问题的讲演，以及最近联共十九次党代表大会上马林科夫同志的报告中关于文艺部分的指示，所有这些，为中国和世界一切进步文艺提供了最丰富和最有价值的经验，给予了我们最正确的、最重要的指南。”“‘走俄国人的路’，政治上如此，文学艺术上也是如此”。
1949年7月，中国共产党在上台前，根据苏联国家组织和领导文学工作的经验，通过第一次全国文代会的召开建立了完备的文学体制，明确提出了中国文学的前进方向。在文学体制方面，第一次文代会所建立的中华全国文学工作者协会及其在1953年所更名的中国作家协会正是脱胎于苏联的作协体制。作家协会的组织方式、基本纲领、机构设置、内部运作及党组负责的权力结构，甚至是1950年成立的中央文学研究所，在基本任务、管理模式、教学内容与教学方式等方面，也处处显示出苏联高尔基文学院的突出影响。
1950年前后的苏联文坛，正处于日丹诺夫时期，为了加强文学控制，联共（布）中央曾对具体的文艺问题颁布了一系列决议，比如《关于〈鳄鱼〉杂志》、《关于〈旗〉杂志》和日丹诺夫《关于〈星〉和〈列宁格勒〉两杂志的报告》。这些决议和报告都曾被作为应该学习的“先进经验”及时地翻译成中文，从而为1950年代的文学批判运动提供了忠实依循的基本模式，比如中国文学艺术界联合会主席团和中国作家协会主席团联席会议分别于1954年12月8日通过的《关于〈文艺报〉的决议》和1955年5月25日通过的关于胡风问题的“决议”。1952年，《文艺报》刊发了主编冯雪峰撰写的《学习党性原则，学习苏联文学艺术的先进经验》，认为社会主义现实主义是“苏联文学艺术的先进经验中的最先进的东西”，“经过社会主义现实主义的方法，为实践党性原则而努力，这是我们文学艺术创造的唯一正确的道路”。《苏联作家协会章程》确定的苏联文学中“社会主义现实主义”的创作原则作为中国文学的最高规范。1934年第一次苏联作家代表大会所通过的《苏联作家协会章程》确认“社会主义的现实主义，作为苏联文学与苏联文学批评的基本方法，要求艺术家从现实的革命发展中真实地、历史地和具体地去描写现实。同时，艺术描写的真实性和历史具体性必须与用社会主义精神从思想上改造和教育人民的任务结合起来”。1953年召开的第二次全国文代会，则更是正式确认“把社会主义现实主义方法作为中国整个文学艺术创作和批评的最高准则”。第二次國共內戰后期中共中央曾转发斯大林、日丹诺夫批判列宁格勒《星》杂志自由化倾向的讲话。

### 政治言论
中共上台後，全国掀起“向苏联老大哥学习”的高潮，把苏联管理新闻工作的方法全盘搬过来。当时的中宣部，要求学习苏联共产党宣传工作的经验，建立“宣传网”和“报告员”的制度。中央一个决定出台，要求中宣部的干部都来做“哨兵”，全国千军万马闻风而动，随时报告意识形态领域的“敌情”。陆定一强调，“宣传部不能只管党校、出版、地方报纸等具体业务，应该管整个思想战线。”强调文学和出版物的党性原则和组织原则，提出了建设社会主义文学事业的任务。
1954、1955年间，中国思想界、文艺界在全力批判俞平伯、胡适等的「资产阶级思想」，以及对「胡风反革命集团」的以政治斗争替代思想和学术论争，和在全国范围内开展的"肃清反革命"的运动造成了阶级斗争的紧张气氛。
斯大林死后，赫鲁晓夫首先提出对三十年代形成的苏联政治经济体制进行批判和改革，打破了以往的个人崇拜、政治专断和经济管理上的部门壁垒，多年来禁锢的思想领域开始"解冻"。苏联从1955年后期开始的对待知识分子态度解冻，為改善苏联共产黨與知識分子的關係「團結一切願意合作或可能合作的人」，營造宽松的社會氛圍。一批在1930年代以來受到迫害的作家得到「平反」和恢復名譽。苏联《共产党人》杂志1955年第18期发表了题为《关于文学艺术中的典型问题》的专论，对斯大林时期的文艺思想提出了挑战，特别是对马林科夫在苏共十九大上的有关说法提出质疑。1955年底时，数以千计的政治犯从古拉格劳改营中被释放回家。1956年2月25日，赫鲁晓夫在苏共第二十次代表大会上作了题为《关于个人崇拜及其后果》的秘密报告，从根本上否定斯大林，要求肃清个人崇拜在各个领域的流毒和影响。东欧社会主义国家也随着舆论开放和政治解冻，要求本国「斯大林分子」下台的呼声越来越高。赫鲁晓夫的报告也流传入中国，有内部刊物，有《工人日报》刊登英文版，有《参考消息》间接报道。

### 民主党派
中共建政之初政治协商会议起到了后来人民代表大会的作用，民主党派在政治协商会议以及中央政府中都起到重要的作用，第一届中央政府的6个副主席中有3个民主党派，4个副总理中有2个，24个部长中有11个。在《中国人民政治协商会议共同纲领》和1954年宪法中规定了“工人阶级领导”，而没有规定中国共产党领导。但到了1954年，第一届人民代表大会召开，政府改组，新设的国家主席、副主席；国务院总理、副总理全部是共产党。

### 其他
在双百方针执行的过程中，还有一些相关的事件发生。第一，在多个社会主义国家，相对宽松的政治环境带来一些不稳定因素，然后引起政府的压制。1956年中国国内发生了多起学生运动和罢工事件，1956年6月波兰发生波兹南事件，10月发生匈牙利革命，毛泽东和中共积极参与了苏联决定镇压匈牙利革命的决策过程。1957年6月在湖北发生学生运动汉阳一中事件。第二，在中共内部，毛泽东的权威在一定程度上被挑战。1956年4月中共中央开始“反冒进”，但毛泽东并不是很同意这个做法，后来到1958年他公开批评此事，1956年9月召开中共八大，在八大通过的党章中去除了1945年党章中的提到的“毛泽东思想”，规定了“民主集中制”的原则，要求“发扬党内民主”，“遵守集体领导和个人负责相结合的原则”。

## 提出
1951年，在中国国内关于京剧的发展问题的争论上，毛泽东提出了“百花齐放、推陈出新”的主张，即对待历史流传下来的戏曲艺术要去其糟粕，取其精华，加以继承。1953年，毛泽东就历史研究工作的方针，又提出要“百家争鸣”。1956年1月中共中央召开全国知识分子会议，陆定一提出中宣部重点做好500万知识分子的工作，力主形成尊重知识、自由讨论的学术空气。他提出：在学术、艺术、技术的发展上，不要做“盖子”；“学术问题、艺术问题、技术问题，应该放手发动党内外知识分子进行讨论，放手让知识分子发表自己的意见，发挥个人的才能，采取自己的风格，应该容许不同学派的存在和新的学派的树立，这和纵容资产阶级思想的自由发展是不同的。他们之间的互相批评，决不要戴大帽子。因为只有这样，才能有利于提高我国学术、艺术、技术的水平，并使新一代得益。为了发展自由讨论，又必须与党内、党外各种各样的宗派主义门户之见进行适当的斗争。”

## 实施

### 第一阶段：1956年4月-1957年4月
1956年4月25日，毛泽东在中共中央政治局扩大会议上发表了《论十大关系》的讲话，除了经济问题外，还有思想、政治问题，跟随后提出的双百方针的原则相通。但这篇讲话一直到毛泽东去世后才公开发表。
1956年4月28日，毛泽东在中共中央政治局扩大会议上说：
百花齐放、百家争鸣，应该成为我国发展科学、繁荣文学艺术的方针。
5月2日，毛泽东在最高国务会议第七次会议上正式提出实行“双百方针”。他说：
“现在春天来了嘛，一百种花都让它开放，不要只让几种花开放，还有几种花不让它开放，这就叫百花齐放。百家争鸣是诸子百家，春秋战国时代，2000年前那个时候，有许多学说，大家自由争论，现在我们也需要这个。...艺术方面的百花齐放的方针，学术方面的百家争鸣的方针，是有必要的。在中华人民共和国宪法范围之内，各种学术思想，让他们去说”。
他还举了一些例子，包括苏联李森科学派压制摩尔根学派的事情。
5月26日，中宣部部长陆定一向知识分子作了题为《百花齐放，百家争鸣》的讲话，“我们所需要的，是为工农兵服务的文艺，为人民大众服务的文艺。”“提倡在文学艺术工作和科学研究工作中有独立思考的自由，有辩论的自由，有创作和批评的自由，有发表自己的意见、坚持自己的意见和保留自己的意见的自由。”6月13日，这篇讲话在《人民日报》发表。
在双百方针的指引下，国家对科研的整体投入增加，1956年财政预算中的科研经费比前一年增加了2.3倍。知识分子要求不懂业务的干部少加一些干预；少花一些时间于政治集会；少一些苏联的学术统治；多接触一些西方的论著。各种学科开始了重要的辩论：在遗传学上，辩论李森科主义，1956年8月，中国科学院、高教部联合在山东青岛召开了一次遗传学座谈会，针对遗传学界存在的不同学术观点展开自由讨论，去除之前强加在不同学派头上的政治标签，使持摩尔根学说的学者和持李森科学术观点的人一样，拥有教学、研究和出版的权利；在历史学上，辩论分期问题；在经济学上，辩论计划经济和价值规律；在哲学上，辩论真理的阶级性，杨献珍、艾思奇等人辩论“综合经济基础论”和“单一经济基础论”，贺麟提出应该有宣传唯心主义的自由；在社会学上，马寅初主张控制生育，而不是认为增加生产就能解决增加人口的问题；中国地理学会辩论自然地理和经济地理能否组成地理学以及地理学研究对象；动物学会辩论麻雀是不是害鸟；中国自然科学史讨论会辩论数学史和天文学史。出版社积极翻译国外著作，到1957年，翻译出版或重印了门德尔的《植物杂交的实验》，凯恩斯的《就业、利息与货币通论》，弗洛伊德的《精神分析学引论》等等。秦兆阳主编的《人民文学》发表了一些有批评含义的文章，刘宾雁《在桥梁工地上》（1956年4月号），《本报内部消息》（1956年6月号），王蒙《组织部新来的年青人》（1956年9月号），秦兆阳《现实主义 —— 广阔的道路》（1956年9月号）。钟惦棐在《文艺报》发表《电影的锣鼓》，提倡电影制作的改革。这些事件带来不少批评的意见，在《文艺学习》上展开了关于王蒙《组织部新来的年青人》的辩论，1957年1月7日《人民日报》发表陈其通等人《我们对目前文艺工作的几点意见》。在1957年年初的几个月中，百花运动处于停顿状态。
1956年7月和10月，中共统战部与民主党派的座谈会上，一些民主党派人士提出了一些比较激进的意见，比如章乃器主张重审三反五反运动的案件，章伯钧提议实行“两院制”，中共统战部对这些意见起草了书面的回应，对民主党派较激进的观点是否定的，但从积极的角度来做了阐述，并没有进一步的批判提意见的人的意思。但这一回应的草案还在征求意见中时，开始了1957年5月的大鸣大放，民主党派再次提出这些意见，却导致了反右运动的打击，较温和的回应始终没有形成文件。
1957年1月和2月，毛泽东发表多次内部讲话，他一方面鼓励开展百花齐放，另一方面也提醒要锄毒草。
百花齐放，我看还是要放。有些同志认为，只能放香花，不能放毒草。这种看法，表明他们对百花齐放、百家争鸣的方针很不理解。一般说来，反革命的言论当然不让放。但是，它不用反革命的面貌出现，而用革命的面貌出现，那就只好让它放，这样才有利于对它进行鉴别和斗争。田里长着两种东西，一种叫粮食，一种叫杂草。杂草年年要锄，一年要锄几次。你说只要放香花，不要放毒草，那就等于要田里只能长粮食，不能长一根草。话尽管那样讲，凡是到田里看过的都知道，只要你不去动手锄，草实际上还是有那么多。杂草有个好处，翻过来就是肥料。
这个百花齐放里头包括这样的东西，就是各种不同的花，...就是讲野花香花。有些是毒草，你如果只要粮食，只要大麦、小麦、苞谷、小米、大米、根本不要草。这个东西，每年农民都要除草，你们不信，今年春耕你们去看一看，那土里就要长草，不晓得那草从那里来的。总而言之，年年长草，等于人人天天要洗脸一样。农民年年要除草。禁止一切野草不准它生长，这行不行？事实上不行，它还是要长，你锄就是了。......我们许多干部中间，实际不赞成中央的方针——百花齐放、百家争鸣、长期共存，互相监督的这个方针。实际上是不赞成的。是不是我的话讲过了？我说高级干部中十个有九个不赞成或者半赞成，或者不甚通。真正通的，真正认为这个方针是正确的是少数，所以很需要做工作，做说服工作。
1957年3月，中共中央在北京召开有党外人士参加的全国宣传工作会议，毛泽东在会上发表讲话，在这个公开的讲话里，他鼓励开展百花齐放，没有提锄毒草，而是说批判毒草应该是“充分说理的，不应该是粗暴的”：
百花齐放，百家争鸣，这是一个基本性的同时也是长期性的方针，不是一个暂时性的方针。...我们主张放的方针，现在还是放得不够，不是放得过多。不要怕放，不要怕批评，也不要怕毒草。马克思主义是科学真理，不怕批评，它是批评不倒的。...当然我并不提倡发展牛鬼蛇神，我是说“有一点也可以”。某些错误东西的存在是并不奇怪的，也是用不着害怕的，...凡是错误的思想，凡是毒草，凡是牛鬼蛇神，都应该进行批判，决不能让他们自由泛滥。但是，这种批判，应该是充分说理的、有分析的、有说服力的，而不应该是粗暴的、官僚主义的，或者是形而上学的、教条主义的。
许多民主党派人士、知识分子听到这个3月份宣传工作会议讲话的录音，他们并没有听到毛泽东在一、二月份的内部讲话，大家反应热烈，非常兴奋，而中共党内则是疑虑重重，想不通为什么“革命胜利了反倒要叫人监督了”，“怕天下大乱；怕以后工作不好做，不好领导。”中共中央进一步指示地方党委：“在阶级斗争已经基本结束的时候，党中央提出了‘百花齐放，百家争鸣’的政策。这个政策的目的，是用说服的方法，用自由辩论的方法，而不是用粗暴的方法，向知识分子进行长期的、耐心的、细致的马克思主义的宣传，促进我国的科学文艺在马克思主义的指导下迅速地繁荣起来。”从3月17日到4月上旬，毛泽东亲自到天津、山东、江苏、上海、浙江等地巡回，与当地党员干部召开座谈会，发表讲话，宣传双百方针。回京以后，4月9日，毛泽东审阅和修改了《关于整风运动的决定（草案）》。

### 第二阶段：1957年4-6月
这一时期又被称为“大鸣大放”，或者“五七之春”。中共将整风运动和百花运动结合起来，鼓励民主党派帮助共产党整风，然后很快转为反右运动。
1957年4月27日中共中央发出《关于整风运动的指示》，发表在5月1日的《人民日报》：“检查对于党的‘百花齐放、百家争鸣、长期共存、互相监督’方针和‘勤俭建国’方针的执行情况。......坚决实行‘知无不言，言无不尽；言者无罪，闻者足誡；有则改之，无则加勉’的原则”。1957年4月29日，《光明日报》发表了北京大学教授李汝祺的文章《从遗传学谈百家争鸣》。仅仅隔了一天，中共中央机关报《人民日报》就于5月1日转发了这篇文章，在转发时，不仅加了一个新的标题《发展科学的必由之路》，还加了这样一段按语：“这篇文章载在四月二十九日的《光明日报》，我们将原题改为副题，替作者换了一个肯定的题目，表示我们赞成这篇文章。我们欢迎对错误作彻底的批判（一切真正错误的思想和措施都应批判干净），同时提出恰当的建设性的意见来。”
1957年5月4日，中共中央向各级党委发布《关于继续组织党外人士对党政所犯错误缺点展开批评的指示》，中共中央统战部在5月份召开了13次各民主党派负责人、无党派民主人士座谈会。中共中央统战部、国务院第八办公室联合召开了25次工商界人士座谈会。各级党政机关和高等院校、科学研究机构、文化艺术单位的党组织也纷纷召开各种形式的座谈会和小组会。5月22日，罗隆基在会上发言，建议由全国人民代表大会、中国人民政治协商会议成立一个委员会，检查“三反”、“五反”、“肃反”运动中的失误偏差。而该委员会须由执政党、民主党派和无党派民主人士三方面组成。这就是著名的“成立平反委员会”的主张。章伯钧提出批评共产党的政治见解，建议实行“两院制”，被指为要搞“政治设计院”。6月1日座谈会上，储安平以《向毛主席和周总理提些意见》为题发言，称“宗派主义的突出，党群关系的不好，是一个全面性的现象。”而且与中央也有很大关系。并且称在百花政策后“大家对小和尚（基层和一般党员）提了不少意见，但对老和尚（中共高层）没有人提意见。”并委婉地批评政府已经成为一党天下，国务院12位副总理中无党外人士，最后总结“这个‘党天下’的思想问题，是一切宗派主义现象的最终根源，是党和非党之间矛盾的基本所在”。
5月19日开始，北京大学的学生发起北大五一九运动，在北大的民主墙张贴大量的大字报，演讲、辩论民主问题。
到5月中旬，中共已经确定许多言论是“反共”的、“反动”的，但决定暂时“原样地、不加粉饰地报导出来”，“不加批驳”，以“诱敌深入、聚而歼之”。5月14日，中共中央发出《关于报导当前党外人士对党政各方面工作的批评的指示》：“特别是对于右倾分子、反共分子的言论，必须原样地、不加粉饰地报导出来，使群众明了他们的面目，这对于教育群众、教育中间分子，有很大的好处。”15日，毛泽东写了《事情正在起变化》一文，在高层散发：“社会上的中间派是大量的，他们大约占全体党外知识分子的百分之七十左右，而左派大约占百分之二十左右，右派大约占百分之一、百分之三、百分之五到百分之十，依情况而不同。最近这个时期，在民主党派中和高等学校中，右派表现得最坚决最猖狂。...我们还要让他们猖狂一个时期，让他们走到顶点。他们越猖狂，对于我们越有利益。人们说：怕钓鱼，或者说：诱敌深入，聚而歼之。...毒草共香花同生，牛鬼蛇神与麟凤龟龙并长，这是我们所料到的，也是我们所希望的。毕竟好的是多数，坏的是少数。人们说钓大鱼，我们说锄毒草，事情一样，说法不同。...大量的反动的乌烟瘴气的言论为什么允许登在报上？这是为了让人民见识这些毒草、毒气，以便锄掉它，灭掉它。‘你们这一篇话为什么不早讲？’为什么没有早讲？我们不是早已讲了一切毒草必须锄掉吗？”16日，毛泽东为中央起草的《中共中央关于对待当前党外人士批评的指示》，指出：“党外人士对我们的批评，不管如何尖锐，包括北京大学傅鹰化学教授在内，基本上是诚恳的，正确的。这类批评占百分之九十以上，对于我党整风，改正缺点，大有利益。...最近一些天以来，社会上有少数带有反共情绪的人跃跃欲试，发表一些带有煽动性的言论，企图将正确解决人民内部矛盾、巩固人民民主专政、以利社会主义建设的正确方向，引导到错误方向去，此点请你们注意，放手让他们发表，并且暂时（几个星期内）不要批驳，使右翼分子在人民面前暴露其反动面目，过一个时期再研究反驳的问题。”5月25日，毛泽东在接见中国共产主义青年团第三次全国代表大会代表时，针对右派分子的进攻指出：“一切离开社会主义的言论行动是完全错误的。”
1957年6月8日，中共中央内部发出毛泽东起草的《组织力量反击右派分子的猖狂进攻的指示》，人民日报发表了社论《这是为什么？》，正式发动反右运动。6月16日《人民日报》发文指出：
百家争鸣正是建立马克思列宁主义思想领导的最好途径。因为百家争鸣，必然有真理和歪理。真理和歪理大家取决于事实，最后必然得出一个与客观事实本性相符合的道理，而这就是实事求是的马克思列宁主义的道理。当然，百家争鸣不是没有时间、条件和地点的，马克思列宁主义是从具体情况出发的。……只要坚持事实，坚持说理，论辩和争鸣必然把我们引导到马克思列宁主义的真理上去。
6月16日，《人民日报》发表了毛泽东的《关于正确处理人民内部矛盾的问题》，这是根据他2月份最高国务会议第十一次（扩大）会议上的讲话整理而成，其中增加了辨别香花毒草的六条标准：
从广大人民群众的观点看来，究竟什么是我们今天辨别香花和毒草的标准呢?在我国人民的政治生活中，应当怎样来判断我们的言论和行动的是非呢?我们以为，根据我国的宪法的原则，根据我国最大多数人民的意志和我国各党派历次宣布的共同的政治主张，这种标准可以大致规定如下:（一）有利于团结全国各族人民，而不是分裂人民；（二）有利于社会主义改造和社会主义建设，而不是不利于社会主义改造和社会主义建设；（三）有利于巩固人民民主专政，而不是破坏或者削弱这个专政；（四）有利于巩固民主集中制，而不是破坏或者削弱这个制度；（五）有利于巩固共产党的领导，而不是摆脱或者削弱这种领导；（六）有利于社会主义的国际团结和全世界爱好和平人民的国际团结，而不是有损于这些团结。这六条标准中，最重要的是社会主义道路和党的领导两条。提出这些标准，是为了帮助人民发展对于各种问题的自由讨论，而不是为了妨碍这种讨论。不赞成这些标准的人们仍然可以提出自己的意见来辩论。但是大多数人有了明确的标准，就可以使批评和自我批评沿着正确的轨道前进，就可以用这些标准去鉴别人们的言论行动是否正确，究竟是香花还是毒草。这是一些政治标准。
6月22日《人民日报》发表社论指责资产阶级右派分子：
要求共同领导，或者要求共产党在某些范围内退出领导。他们竭力把百花齐放、百家争鸣、长期共存、互相监督的口号解释得适合于他们的目的，并且积极地在民主党派，知识分子、工商业者和青年学生中收集他们的支持者。5月间，共产党开始整风，而且要求党外人士帮助党的整风。他们认为机会来了。他们在帮助党整风的名义之下，不但夸大党的工作中的缺点和错误，造成一种只许讲缺点错误、不许讲优点成绩的空气，而且把官僚主义说成是社会主义的产物和代名词，把宗派主义说成是无产阶级专政的产物和代名词，把主观主义教条主义说成是马克思主义的产物和代名词，向社会主义制度和党的领导展开了猖狂的进攻。
7月1日，毛泽东又为《人民日报》撰写社论《文汇报的资产阶级方应当批判》：
本报及一切党报，在五月八日至六月七日这个期间，执行了中共中央的指示，正是这样做的。......让资产阶级及资产阶级知识分子发动这一场战争，报纸在一个期间内，不登或少登正面意见，对资产阶级反动右派的猖狂进攻不予回击，一切整风的机关学校的党组织，对于这种猖狂进攻在一个时期内也一概不予回击，使群众看得清清楚楚，什么人的批评是善意的，什么人的所谓批评是恶意的，从而聚集力量，等待时机成熟，实行反击。有人说，这是阴谋。我们说，这是阳谋。因为事先告诉了敌人：牛鬼蛇神只有让它们出笼，才好歼灭它们，毒草只有让它们出土，才便于锄掉。

## 后续与影响
“百花齐放、百家争鸣”的提出在知识界引起强烈反响，并导致了随后的“大鸣大放”。1957年6月14日，《人民日报》又发表另一篇社论《文汇报一个时期的资产阶级方向》，点名批评《文汇报》和《光明日报》，提出“让大家鸣放，有人说是阴谋，我们说，这是“阳谋”。因为事先告诉了敌人：牛鬼蛇神只有让它们出笼，才好歼灭他们，毒草只有让它们出土，才便于锄掉。”响应“双百方针”的许多人被打成右派，受到打击。
1961年到1962年，中共又重提“双百方针”，1961中共中央批准《关于自然科学研究机构当前工作的十四条意见（草案）》（简称“科研十四条”），1962年中共中央批转《关于当前文学艺术工作若干问题的意见（草案）》（简称“文艺八条”）中指出：
一切文学艺术作品，只要不违背毛泽东同志在《关于正确处理人民内部矛盾的问题》中提出的六项政治标准，都可以存在。……文艺批评应该鼓励香花、反对毒草。凡是违背毛泽东同志在《关于正确处理人民内部矛盾的问题》中提出的六项政治标准的作品和论文，就是毒草，必须给以严格的批判和驳斥。……文学艺术作品和理论中表现出来的某些资产阶级观点及其他错误倾向，属于人民内部范围的，也应该批评；但是，必须同敌我性质的问题严格区别开来。
之后，还制定了《文化部关于加强电影艺术片创作和生产领导的意见（草案）》（简称“电影三十二条”），文艺和科研又重现百花齐放、百家争鸣之势，电影制作出现一个小高峰。1962年6月14日，中共中央批转《关于全国统战工作会议的报告》，要求发扬人民民主，团结一切爱国人士。
然而好景不长，1962年8月，康生发动了对“反党小说”《刘志丹》的批判，9月，毛泽东在中共八届十中全会提出阶级斗争要“年年讲、月月讲、天天讲”，批判“利用写小说搞反党活动，是一大发明”，1963年12月12日、1964年6月27日，毛泽东先后两次对文艺工作作了批示，简称毛泽东对文艺界的“两个批示”，对文艺事业的现状进行了严厉的批评，对文艺界几乎全盘否定，从而导致了1964—1965年文艺界的整风运动，开展全面大批判，1965年底姚文元发表《评新编历史剧〈海瑞罢官〉》，拉开了文化大革命的序幕。
文化大革命中出现大鸣、大放、大辩论、大字报，这与1957年的大鸣大放名称相似，但内容很不一样。在1975年宪法中提出“公民有运用‘大鸣、大放、大辩论、大字报’的权利”，1980年宪法修正案撤销这一条款。
文化大革命之后，“双百方针”被重新提出，1978年宪法提出：“国家实行‘百花齐放、百家争鸣’的方针，以促进艺术发展和科学进步，促进社会主义文化繁荣”。此后在各种不同场合被提倡，政府逐渐放宽了对文化界、科学界的限制。这时期以“伤痕文学”、“反思文学”为代表的各类文艺流派先后登上历史舞台。但同时政府亦繼續再加設多種管制言论的界限。就在重提双百方针的1978年宪法里，同时明确了中国共产党的领导，这一点是1954年宪法沒有的，是1957年大鸣大放中民主党派所争鸣的一个要点，是反右运动中辨别鲜花和毒草的一个标准，在1975年宪法中首次提出，其後又被再次表明堅持。隨後的1979年又出現四项基本原则，到更晚期的清除精神污染，反对资产阶级自由化等等，都是进一步細化了管制言论的界限。

## 评价
有人评价毛泽东在百花运动中，特别是大鸣大放阶段，使用了“引蛇出洞”的策略，但也有人反对此说。另外有一个相关的争论：毛泽东的做法是“阴谋”还是“阳谋”。
支持“引蛇出洞”说方面，李慎之认为有引蛇出洞，但承认直接证据不充分：
匈牙利事件对毛主席的震惊之大是可以想见的，...他开始为“打防疫针”而运筹了。这就是后来说的“引蛇出洞”，...我的体会和判断是：毛主席引蛇出洞的战略部署起意于八届二中全会而决策于省市委书记会议。...毛主席自称：“有人说这是阴谋。我们说这是阳谋”。当然，“有人”又会说，“你那是在内部会议上讲的呀？”但是，毛主席在6月8日以前近半年时间里，每次讲话的时候，确实都没忘了说：“毒草锄了可以当肥料”这样的话，你没有参透其中奥妙，你只好自认晦气。...许多人怎么也不能信服这是“阳谋”。

“引蛇出洞”这四个字，我竟至今还没有找到出处。我的印象是：反右开始以后不久这个说法就已流行了，而且好象并没有什么忌讳。有人说这话是毛主席自己说的，所以大家才敢说。事实上省委书记一级人物同类说法倒不难找到，不过这就算不得“第一手材料”了。看来只有等将来档案解密以后，未来的史家再去努力。
反对“引蛇出洞”说方面，官方的《关于建国以来党的若干历史问题的决议》称整风是“正常步骤”，右派们“乘机进攻”。中央统战部部长李维汉部分反对，部分承认统战部后期有一些做法“实际上是引蛇出洞”：
在民主党派、无党派民主人士座谈会开始时，毛泽东同志并没有提出要反右，我也不是为了反右而开这个会，不是“引蛇出洞”。两个座谈会反映出来的意见， 我都及时向中央常委汇报。5月中旬，汇报到第三次或第四次时，已经放出一些不好的东西，什么“轮流坐庄”、“海德公园”等谬论都出来了。毛泽东同志警觉性很高，说他们这样搞，将来会整到他们自己头上，决定把会上放出来的言论在《人民日报》发表，并且指示：要硬着头皮听，不要反驳，让他们放。...（毛泽东）在五月十五日写出了《事情正在起变化》的文章，发给党内高级干部阅读。...这篇文章，表明毛泽东同志已经下定反击右派的决心。工商界人士座谈会开始于五月中旬。这时，中央要反右的方针在我脑子里已经清楚了。...工商座谈会期间，有人提出真正的资本家与会不多，代表性不够，于是又不断扩大规模，找了北京的吴金粹、天津的董少臣、上海的李康年等一些人到会鸣放，后来这些人都被划为右派。这个做法实际上是“引蛇出洞”，把对敌斗争的一套用于人民内部，混淆了敌我。这个教训是深刻的。
毛泽东讲过的一些话中，有些人认为有“引蛇出洞”的意思，但另外的人则否认如此的解读。毛泽东坚持他的做法是阳谋，不是阴谋。他说：
我们对待民主人士要又团结又斗争，分别情况，有一些要主动采取措施，有一些让他暴露，后发制人，不要先发制人。...一般说来，反革命的言论当然不让放。但是，它不用反革命的面貌出现，而用革命的面貌出现，那就只好让它放，这样才有利于对它进行鉴别和斗争。田里长着两种东西，一种叫粮食，一种叫杂草。杂草年年要锄，一年要锄几次。

现在右派的进攻还没有达到顶点，他们正在兴高采烈。...人们说：怕钓鱼，或者说：诱敌深入，聚而歼之。现在大批的鱼自己浮到水面上来了，并不要钓。这种鱼不是普通的鱼，大概是鲨鱼吧，具有利牙，欢喜吃人。...“你们这一篇话为什么不早讲？”为什么没有早讲？我们不是早已讲了一切毒草必须锄掉吗？。

有人说，这是阴谋。我们说，这是阳谋。因为事先告诉了敌人：牛鬼蛇神只有让它们出笼，才好歼灭它们，毒草只有让它们出土，才便于锄掉。
一些评论认为百花齐放运动和反右运动作为一个整体，与延安整风、文化大革命有相似之处，章立凡认为毛泽东都使用了在群众运动和整肃党内高层之间“翻手为云覆手为雨”的战术，金观涛和刘青峰认为毛泽东沿用了延安整风的三阶段策略：一、整风运动和大民主，二、批判对立面，三、树立毛泽东的绝对权威。
中共《关于建国以来党的若干历史问题的决议》如此评价“百花齐放、百家争鸣”：
一九五六年一月党中央召开的知识分子问题会议和随后提出的“百花齐放、百家争鸣”方针，规定了对知识分子和教育科学文化工作的正确政策，促进了这方面事业的繁荣。由于党的正确政策、优良作风和崇高威信深入人心，广大干部、群众、青年和知识分子自觉学习马克思列宁主义、毛泽东思想，在党的领导下积极参加各项革命和建设工作，在全国形成了革命的、健康的、朝气蓬勃的社会道德风尚。

一九五七年的经济工作，由于认真执行党的八大的正确方针，是建国以来效果最好的年份之一。这一年在全党开展整风运动，发动群众向党提出批评建议，是发扬社会主义民主的正常步骤。在整风过程中，极少数资产阶级右派分子乘机鼓吹所谓“大鸣大放”，向党和新生的社会主义制度放肆地发动进攻，妄图取代共产党的领导，对这种进攻进行坚决的反击是完全正确和必要的。但是反右派斗争被严重地扩大化了，把一批知识分子、爱国人士和党内干部错划为“右派分子”，造成了不幸的后果。